# شمس الدين المقدسي
شَمْس ٱلدِّيْن ٱلْمَقْدِسِي هو أَبُو عَبْد ٱلله مُحَمَّد ابْن أَحْمَد ابْن أَبِي بَكْر ٱلْمَقْدِسِي، البشاري، رحّآلة مسلم ولد في القدس سنة 336هـ 947م ونشأ بها، حج مرتين في عمره بعد سن العشرين الأولى عام 356هـ/ 966م والثانية 367هـ/ 977م، احترف التجارة فكثرت أسفاره حتى صار رحَّآلةً جغرافيًا، وصنف كتابَ اسماه «أحسن التقاسيم في معرفة الأقاليم» وقد أكسبه شهرةً كبيرةً. توفي في سنة 380هـ/990م.
رأى أن المملكة الإسلامية في القرن الرابع الهجري لم توصف وصفا كافيا من الناحية الجغرافية كوصف المفاوز والبحار والبحيرات والأنهار والمدن والأمصار والنبات والحيوان.. الخ. ولذلك جرّد نفسه لهذا وطاف أكثر البلاد الإسلامية.
انتقد في كتابه «أحسن التقاسيم في معرفة الأقاليم» كتب السابقين، واعتمد في كتابه على الملاحظة والمشاهدة الميدانية وعلى ما سمعه من الثقات، وما وجده في الكتب المصنفة. سعى المقدسي في كتابته إلى إبراز شخصية الإقليم الذي يكتب عنه، وقد وصفه سبرنجر بأنه أكبر جغرافي عرفته البشرية قاطبة، واشتهر باتساع نطاق أسفاره ودقة ملاحظاته وعمقها، وحسن ترتيب مادة كتابه وصوغها صوغًا طيبًا. وقد تضمن كتابه «أحسن التقاسيم في معرفة الأقاليم»، كل فروع الجغرافيا المتعارف عليها الآن وذلك أثناء عرضه لأقاليم العالم الإسلامي المختلفة بدأ المقدسي رحلته من مدينة القدس إلى جزيرة العرب في بداية عام (356هـ/966م) بهدف الحج، ثم زار العراق وأقور والشام ومصر والمغرب وزار أقطار العجم وبدأها بإقليم المشرق ثم الديلم والرحاب والجبال وخوزستان وفارس وكرمان والسند حتى انه لقب بالواوي (نسبة إلى ابن اوى كثير التنقل والترحال) والبشاري وابن البناء، ويبدو أنه انتهى من رحلته في حدود عام (375هـ/985م) استناداً إلى معلومات شخصية أشارت إلى أنه أنهى في هذه الفترة تأليف كتابه في مدينة شيراز عاصمة إقليم فارس بعد أن أتم الأربعين من عمره. وكان فيه من أصدق الرحالين ملاحظة، وأدقهم نظرا، وأحسنهم لموضوعه ترتيبا؛ وقد عمل كل حيلة والتحق بكل صناعة، وتحمل كل مشقة، وأنفق فوق عشرة آلاف درهم، وعرّض نفسه لكل خطر في سبيل الحصول على المعرفة، وجاءته فكرة «الخرائط» فعملها في كتباه هذا. بل جاءته فكرة الخرائط الملونة، واختيار الألوان المناسبة؛ فالحدود والطرق بالحمرة، والرمال بالصفرة، والبحار بالخضرة، والأنهار بالزرقة، والجبال بالغبرة. وقد ساح في جزيرة العرب والعراق والشام ومصر والمغرب، ثم بلاد فارس والسند والهند. وألف كتابه هذا بعد هذه الرحلة سنة 375 هـ، فكان له الفضل الأكبر في هذا الباب.